# Patrick Gasienica
Patrick Gasienica (McHenry, Illinois; 28 de noviembre de 1998-12 de junio de 2023) fue un esquiador estadounidense de ascendencia polaca especialista en salto de esquí que participó en los Juegos Olímpicos de Pekín 2022.

## Carrera
Sus padres son inmigrantes de la ciudad de Zakopane en Polonia. Participó en Pekín 2022 en la modalidad de salto individual donde terminó en el lugar 49 entre 53 participantes, en el salto largo no clasificó a la fase final al terminar en el lugar 53 entre 56 participantes y en el evento por equipos terminó en el lugar 10 entre 11 equipos.

## Muerte
Falleció el 12 de junio de 2023 a causa de un accidente con su motocicleta en la villa de Bull Valley, en el estado de Illinois.